# Sieć zarządzania telekomunikacją
Zarządzanie siecią telekomunikacyjną (ang. Telecommunications Management Network, TMN) – zestaw funkcji i protokołów do ich realizacji, zdefiniowanych przez ITU-T, w celu zarządzania sieciami telekomunikacyjnymi i usługami świadczonymi przez nie. TMN zakłada współpracę różnych systemów operacyjnych i różnych sieci telekomunikacyjnych.
TMN definiuje zbiór punktów styku interfejsów, dla elementów, które wykonują funkcje komunikacyjne (jak np. centrala telefoniczna), i do których mogą mieć dostęp takie elementy jak stacje robocze zarządzania monitorujące pracę i sterujące tymi elementami. Standardowe styki zarządzania pozwalają na tworzenie sieci telekomunikacyjnej z elementów pochodzących od różnych dostawców, ale jednolicie zarządzanej.
Ramy TMN obejmują cztery warstwy funkcjonalne zarządzania telekomunikacją:
- zarządzanie przedsiębiorstwem – obejmujące administrację firmy oraz zarządzanie rachunkami i rozliczeniami klientów; warstwa ta funkcjonuje dzięki informacjom dostarczanym przez warstwę usług i warstwę zarządzania elementami sieci,

- zarządzanie usługami,

- zarządzanie siecią – na podstawie obserwacji usług zarządza kluczowymi częściami sieci,

- zarządzanie elementami sieci – na podstawie obserwacji usług koordynuje działanie grup elementów sieci.

Element sieci zawiera funkcję agenta, który przekształca fizyczne parametry urządzenia do postaci możliwej do wykorzystania w TMN.
TMN jest zdefiniowana w zaleceniach ITU-T serii M.3000, ale opiera się na specyfikacjach zarządzania zdefiniowanych przez model OSI, zawartych w zaleceniach ITU-T serii X.700. Seria zaleceń ITU-T M.3000 zawiera następujące dokumenty:
- M.3000 Wprowadzenie do TMN
- M.3010 Zasady TMN
- M.3020 Metodyka specyfikacji styków TMN
- M.3050 Rozszerzona mapa działania telekomunikacji (eTOM)
- M.3060 Zasady zarządzania sieciami następnej generacji (NGN)
- M.3100 Generyczny model informacyjny TMN
- M.3200 Przegląd usług zarządzania TMN
- M.3300 Możliwości zarządzania TMN na styku F
- M.3400 Funkcje zarządzania TMN